# Stanislaw Sergejewitsch Goworuchin

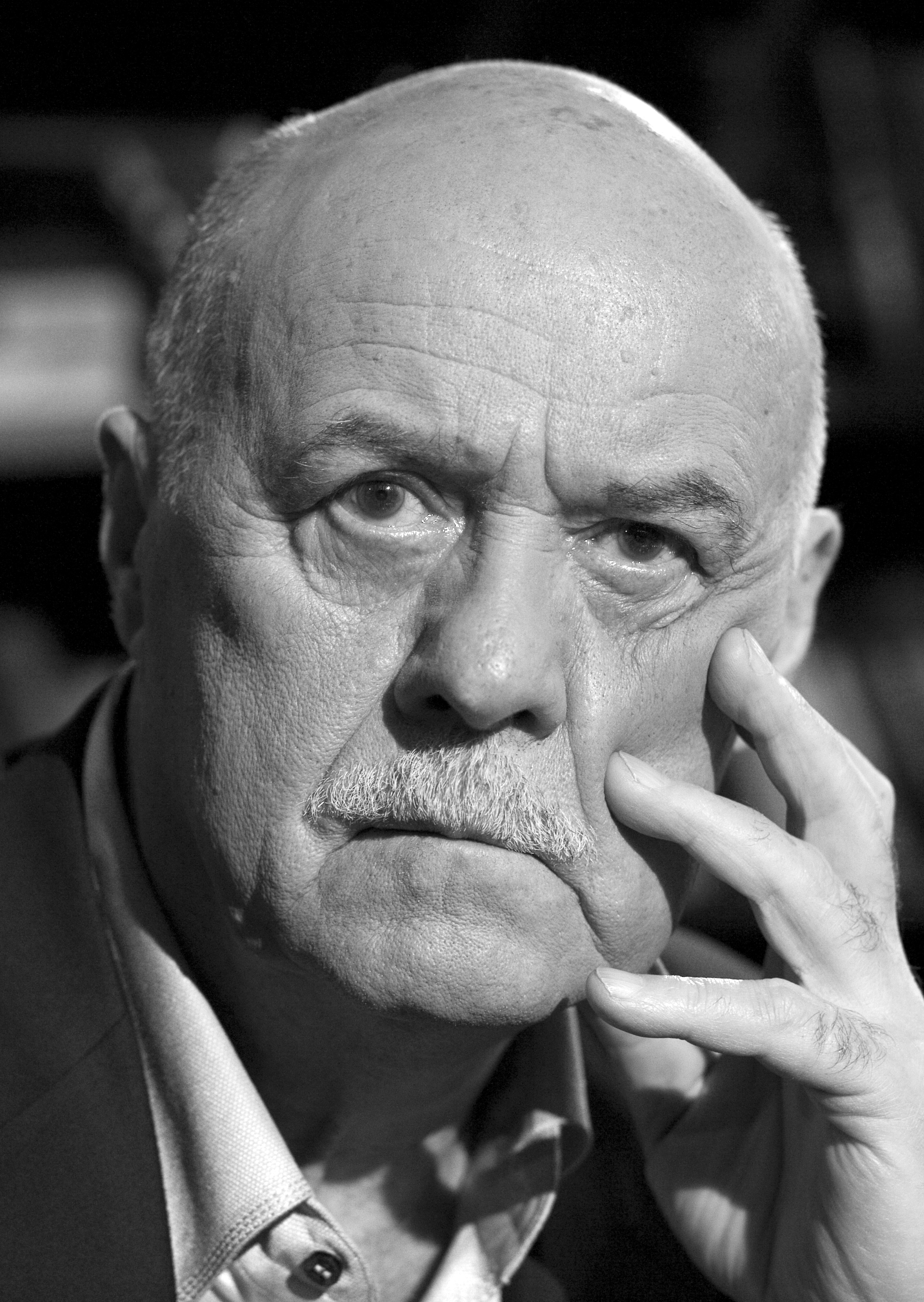
Stanislaw Goworuchin (2008)

Stanislaw Sergejewitsch Goworuchin (russisch Станислав Сергеевич Говорухин; * 29. März 1936 in Beresniki in der Oblast Swerdlowsk, heute Region Perm; † 14. Juni 2018 in Barwicha) war ein russischer Kinoregisseur und Politiker.

## Karriere
Goworuchin studierte bis 1958 Geologie an der Universität von Kasan. Von 1959 bis 1961 arbeitete er im Kasaner Fernsehstudio. Nach dieser Zeit schrieb er sich an der Regiefakultät der Filmhochschule WGIK ein. In der Sowjetunion wurde Goworuchin für seine erfolgreichen TV-Umsetzungen von Klassikern wie Robinson Crusoe (1972), Die Abenteuer von Tom Sawyer und Huckleberry Finn (1982), Die Kinder des Kapitän Grant (1983) und Das letzte Weekend (1987, basierend auf Agatha Christies And Then There Were None) bekannt. Er führte darüber hinaus Regie in drei Filmen mit Wladimir Wyssozki: Sturm an der Steilwand (Вертикаль, 1966), Weiße Explosion (Белый взрыв, 1969) und Die schwarze Katze/Das vorbestimmte Treffen (Место встречи изменить нельзя, 1979), einer der Kultfilme der späten Sowjet-Ära. Von 1987 bis 1993 hatte er den Posten des Direktors des Filmkonzerns „Mosfilm“ inne und war Mitglied der Union der Kameraleute der UdSSR.
Nach der Perestroika ging Goworuchin in die Politik. Er wurde einer der Führer der Demokratischen Partei Russlands. 1990 führte er Regie in dem bekannten Dokumentarfilm So kann man nicht leben und bekam den Nika-Preis als bester Regisseur. Zu dieser Zeit veröffentlichte Goworuchin ein ausführliches Interview mit Alexander Solschenizyn.
Goworuchin war seit 1993 Mitglied der Duma und leitete dort zeitweise den Kulturausschuss. Nach der Russischen Verfassungskrise 1993 gab er seine frühere antikommunistische Einstellung auf und gesellte sich zur nationalkommunistischen Opposition. 1996 unterstützte er Gennadi Sjuganow gegen Boris Jelzin im zweiten Wahlgang der Präsidentschaftswahlen. 2000 nahm er selbst an den russischen Präsidentschaftswahlen teil, erhielt jedoch lediglich 0,44 % der Stimmen. 2005 trat er als Kandidat der Partei Einiges Russland bei den Nachwahlen für ein Direktmandat in der Staatsduma an, die er mit 38 % der Stimmen gewann. Einer seiner Konkurrenten bei dieser Wahl war der Journalist und Satiriker Wiktor Schenderowitsch, der ihn der Nutzung illegaler Wahlkampfmittel beschuldigte. Im November 2011 schlug er auf dem Parteitag von Einiges Russland als erster Redner die Kandidatur von Ministerpräsident Wladimir Putin bei den Präsidentenwahlen im März 2012 vor. Er kam außerdem der Bitte von Putin nach, seine Wahlkampagne zu leiten.
1999 kehrte er mit dem Spielfilm Der Woroschilow-Schütze zum Kino zurück. Goworuchin führte bei elf Spielfilmen und bei vier Dokumentarfilmen Regie, war Autor zahlreicher Drehbücher und mehrerer Bücher. Außerdem wirkte er in einer Reihe von Filmen als Schauspieler mit.
Am 12. Juni 2013 wurde er für die nächsten fünf Jahre zum Co-Vorsitzenden des Zentralstabs der Gesamtrussischen Volksfront gewählt.

## Privatleben
Goworuchin war zum zweiten Mal verheiratet. Seine zweite Frau Galina ist ebenfalls Regisseurin. Sein Sohn Sergej stammt aus seiner ersten Ehe. In seiner Jugend war Goworuchin Bergsteiger. Er spielte Roulette, Schach und Billard.
Zu seinen Freunden zählten die Politiker Boris Gromow, Alexander Ruzkoi, Oleg Morosow, der Sänger Iossif Kobson, die Regisseure Nikita Michalkow, Sergei Bondartschuk und der Maler Alexander Schilow.
Der Asteroid (4430) Govorukhin ist nach ihm benannt.

## Filmografie (Auswahl)
als Regisseur:
- 1969: Weiße Explosion (Bely wsryw) – auch Drehbuch
- 1972: Robinson Crusoe (Schisn i udiwitelnyje prikljutschenija Robinsona Kruso)
- 1974: Schmuggler (Kontrabanda) – auch Drehbuch
- 1977: Wind der Hoffnung (Weter «Nadeschdy») – auch Drehbuch
- 1979: Die schwarze Katze – (Mesto wstretschi ismenit nelsja) – Fernsehfilm, 5 Teile
- 1981: Die Abenteuer von Tom Sawyer und Huckleberry Finn (Prikljutschenija Toma Soijera i Geklberri Finna) – auch Drehbuch
- 1985: Die Kinder des Kapitän Grant (W poiskach kapitana Granta) – auch Drehbuch
- 1987: Das letzte Weekend (Dessjat negritjat) – auch Drehbuch
- 1988: Heimaturlaub (Brysgi schampanskogo) – auch Drehbuch
- 1990: So kann man nicht leben (Tak schit nelsja) – auch Drehbuch
- 1999: Der Woroschilow-Schütze (Woroschilowski strelok) – auch Drehbuch
- 2003: Gott segne die Frau (Blagoslowite schenschtschinu) – auch Darsteller
- 2005: Не хлебом единым – auch Darsteller
- 2007: Артистка
- 2009: Пассажирка – auch Drehbuch, Produktion, Darsteller
- 2010: … в стиле JAZZ – auch Drehbuch, Produktion
- 2013: Weekend
- 2015: Das Ende der Belle Epoque (Konez prekrasnoi epochi)

 als Drehbuchautor:
- 1979: Piraten des 20. Jahrhunderts (Piraty XX weka)
- 1980: Der Überfall (Wtorschenije)
- 1986: Geheimnisse der Madame Wong (Tainy madam Wong)

als Darsteller:
- 1987: Assa (Assa)

## Werke
- Moskau und die Mafia – Die grosse kriminelle Revolution. Übersetzung von Iris Gusner. Brandenburgisches Verlagshaus, Berlin 1996, ISBN 3-89488-095-3 (207 S.)